# Admir Smajić
Admir Smajić (Bijeljina, 1963. szeptember 7. –) olimpiai bronzérmes jugoszláv válogatott bosnyák labdarúgó, hátvéd, edző.

## Pályafutása

### Klubcsapatban
A Radnik Bijeljina korosztályos csapatában kezdte a labdarúgást. 1979 és 1988 között a Partizan labdarúgója volt, ahol három jugoszláv bajnoki címet szerzett. 1988 és 1999 között Svájcban játszott. 1988 és 1993 között a Neuchâtel Xamax, 1993 és 1997 között az FC Basel, 1997 és 1999 között a Young Boys játékosa volt.

### A válogatottban
1984-ben ötször szerepelt a jugoszláv olimpiai válogatottban. Az 1984-es Los Angeles-i olimpián bronzérmet szerzett a csapattal.
1986–87-ben négy alkalommal szerepelt a jugoszláv válogatottban és egy gólt szerzett. 1995–96-ban kétszer játszott Bosznia-Hercegovina válogatottjában.

### Edzőként
1998–99-ben a Young Boys játékos-edzőjeként kezdte edzői pályafutását. 2001–02-ben Bosznia-Hercegovina U21-es válogatottjának a szövetségi kapitánya volt. 2003–04-ben az Yverdon-Sport FC, 2004 és 2014-ben az FC Sion vezetőedzője volt. 2018-ban Sloboda Tuzla szakmai munkáját irányította.

## Sikerei, díjai
Jugoszlávia
- Olimpiai játékok
  - bronzérmes: 1984, Los Angeles

 Partizan
- Jugoszláv bajnokság
  - bajnok (3): 1982–83, 1985–86, 1986–87